# Biphyllus flavonotatus
Biphyllus flavonotatus is een keversoort uit de familie houtskoolzwamkevers (Biphyllidae). De wetenschappelijke naam van de soort werd in 1921 gepubliceerd door Arthur Mills Lea.